# Queralbs
Queralbs, Caralps o Carálps (nombre histórico y en catalán: Caralps, oficialmente Queralbs) es un municipio español de la provincia de Gerona situado en la comarca del Ripollés, en Cataluña. Está situado al norte de Ribas de Freser y en el límite con la Cerdaña y la comarca francesa de Conflent. Está ubicado en los Pirineos, con las cimas de Puigmal (2909 m), Infern (2896 m) y Noufonts (2864 m).

## Demografía
Queralbs cuenta con una población de 206 habitantes (INE 2024).
| Gráfica de evolución demográfica de Queralbs entre 1842 y 2021 |
| |
| Población de derecho según los censos de población del INE Población de hecho según los censos de población del INEEn este censo se denominaba Queralp: 1842 En estos censos se denominaba Carálps: 1857, 1860, 1877, 1887, 1897, 1900, 1910, 1920, 1930, 1940, 1950, 1960, 1970 y 1981 |

## Economía
Gracias a su situación privilegiada en medio de pastos, una pequeña parte de la economía de Queralbs está basada en la ganadería, destacando los rebaños de ovejas y vacas, aunque en la actualidad la mayor parte de la economía se basa en el turismo, ya sea por el atractivo turístico de la magia del pueblo como por el valle de Nuria. La agricultura es prácticamente inexistente.
En 1903 se inauguró la primera central hidroeléctrica de las cinco que existen en el área. Todas ellas son de poca potencia, inferiores a los 3000 kW. La principal fuente de ingresos es actualmente el turismo.

## Historia

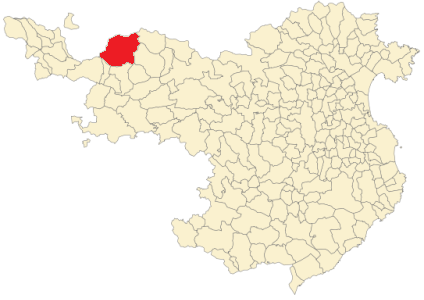
Situación de Queralbs en la provincia de Gerona

Por todo el término municipal se encuentran numerosas cuevas en las que se han hallado restos que demuestran que el área estuvo habitada ya durante el paleolítico inferior.
La primera mención histórica del municipio se produce en el acta de consagración de la iglesia de la Seo de Urgel en 836 (de ahí el lema de "poble mil·lenari"). Durante los siglos XI y XII, las zonas de pasto del municipio estaban bajo el señorío de dos de los principales monasterios de la época: las de Coma de Vaca y Coma de Freser fueron cedidas por el conde Oliba Cabreta en 966 al monasterio de San Juan de las Abadesas; en 1087, Guillem Ramon de Cerdaña cedió la zona del valle de Nuria al de Ripoll.
Durante el siglo XIII las tierras cambiaron de manos. El 22 de abril de 1273, las tierras fueron cedidas a los hombres de Queralbs y de Fustanyà que debían abonar 50 sueldos anuales. Aunque siempre perteneció a la corona, durante el siglo XIV Queralbs tuvo varios señores, entre ellos los miembros de la familia Montclar.
El terremoto del 2 de febrero de 1428 afectó gravemente a la población y produjo la muerte de la mayoría de sus habitantes.

## Cultura

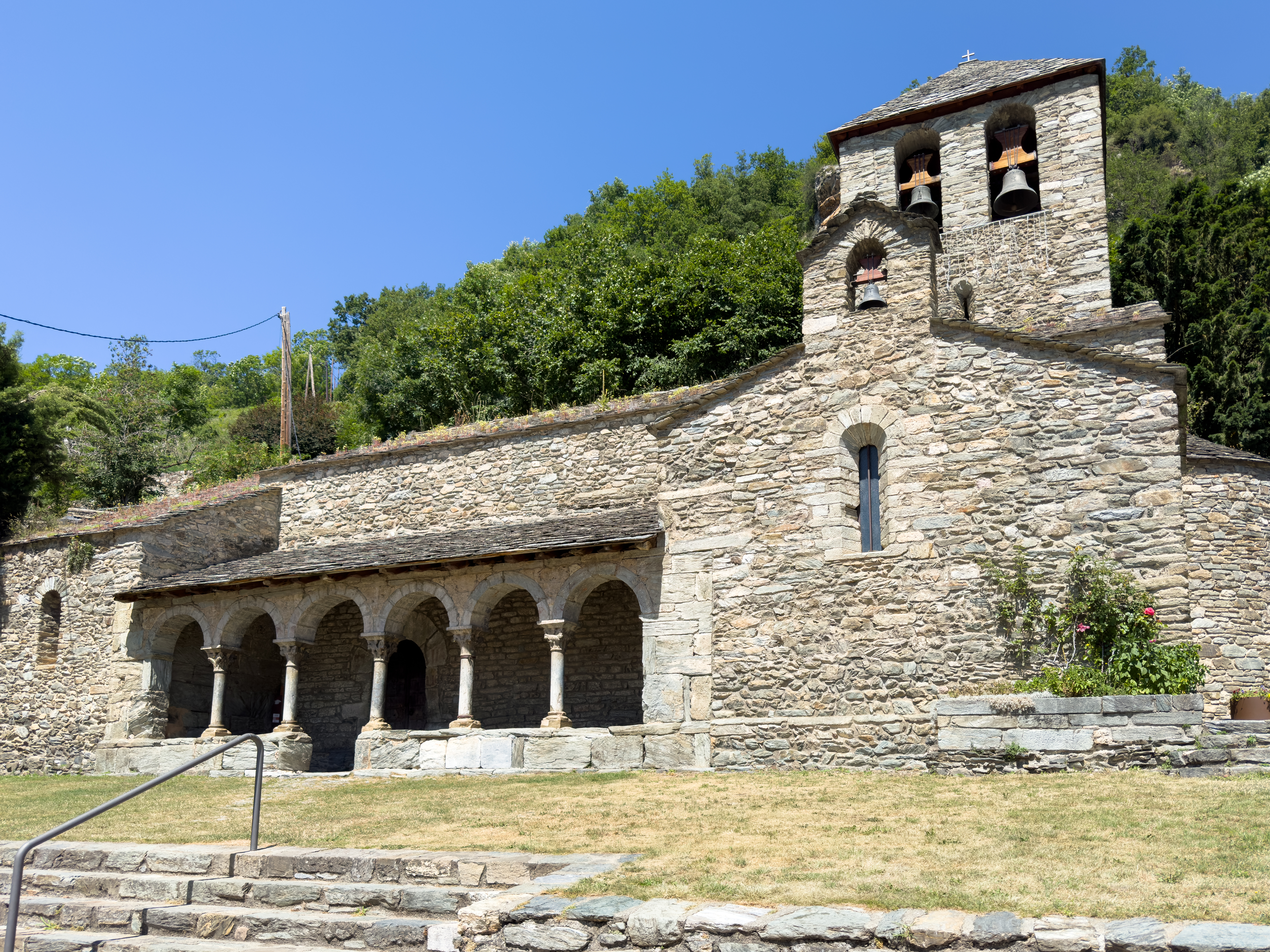
Pórtico de la iglesia románica de Queralbs

La iglesia románica de Queralbs se remonta a finales del siglo X. Fue construida para sustituir a la anterior, consagrada en 978. Está dedicada a San Jaime y es de nave única con ábside y bóveda ligeramente apuntada que se cree fue añadida en el siglo XV. Su nártex está compuesto por seis arcadas soportadas por columnas rematadas por capiteles. En el interior del templo se conserva una copia de un retablo gótico del siglo XIV, actualmente expuesto en el Museo Nacional de Arte de Cataluña. El campanario es de torre y se sitúa en la zona norte del templo.
En el agregado de Fustanyà se encuentra otra iglesia románica. Erigida en el siglo XII, es de nave única con ábside y bóveda apuntada. La puerta aún conserva los herrajes originales. La portalada está compuesta por arquivoltas degradadas. Durante una de las múltiples restauraciones que ha sufrido el templo se le añadió un nártex. En 1982 se descubrieron bajo la iglesia numerosas tumbas que formaban parte de un antiguo cementerio de la Edad Media.
Quedan aún algunos restos del antiguo castillo de Queralbs. Aparece documentado en una orden dictada por Pedro III el 17 de marzo de 1375 en la que se concedía un privilegio real para preservar la fortaleza. En realidad fue más una torre de defensa construida en los siglos XIV o XV.
El santuario de Nuria está situado en este municipio, al norte de la villa. En él se encuentra la imagen románica de la Mare de Déu de Núria.
Queralbs celebra su fiesta mayor el 25 de julio.

## Galería

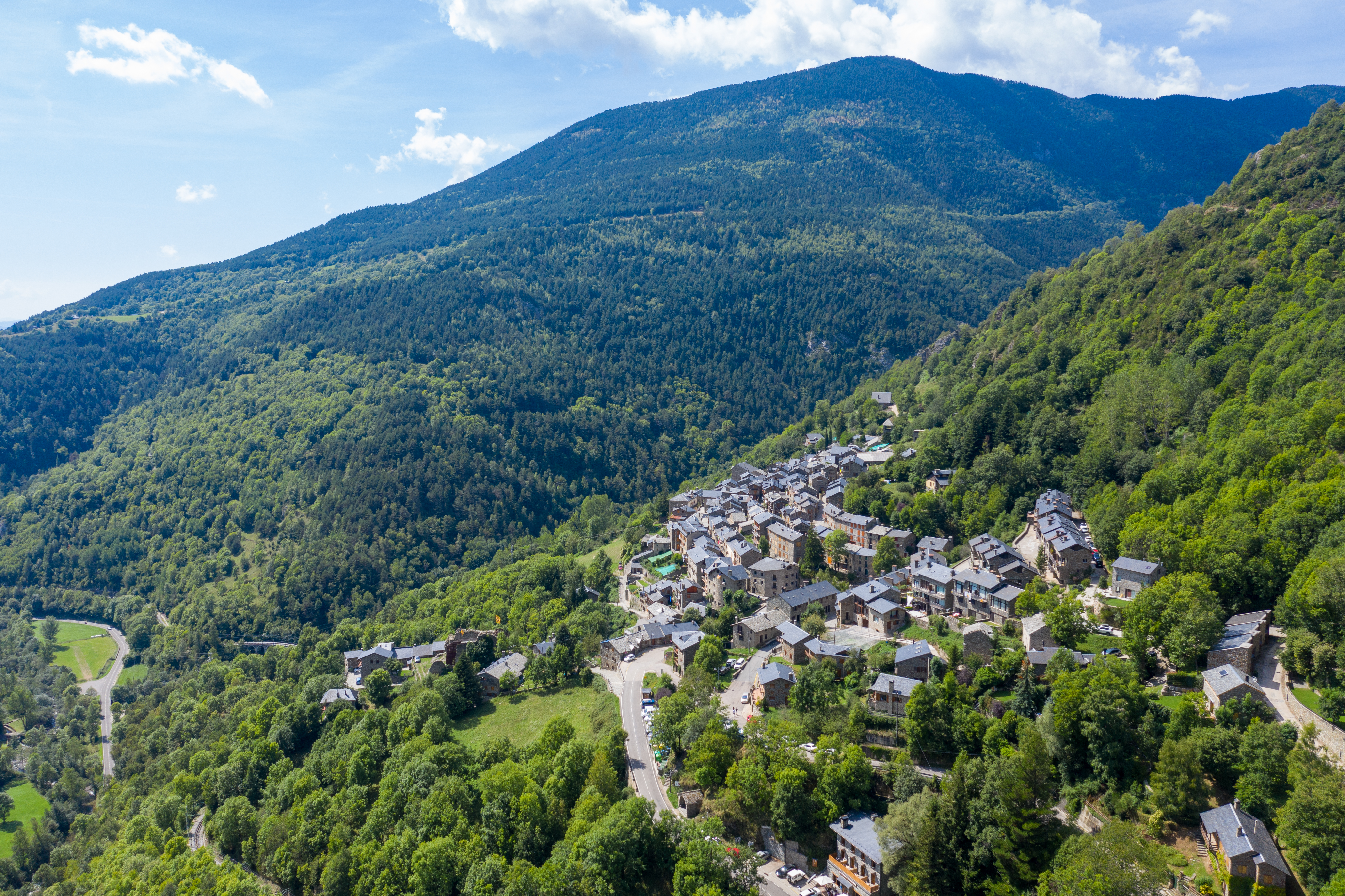
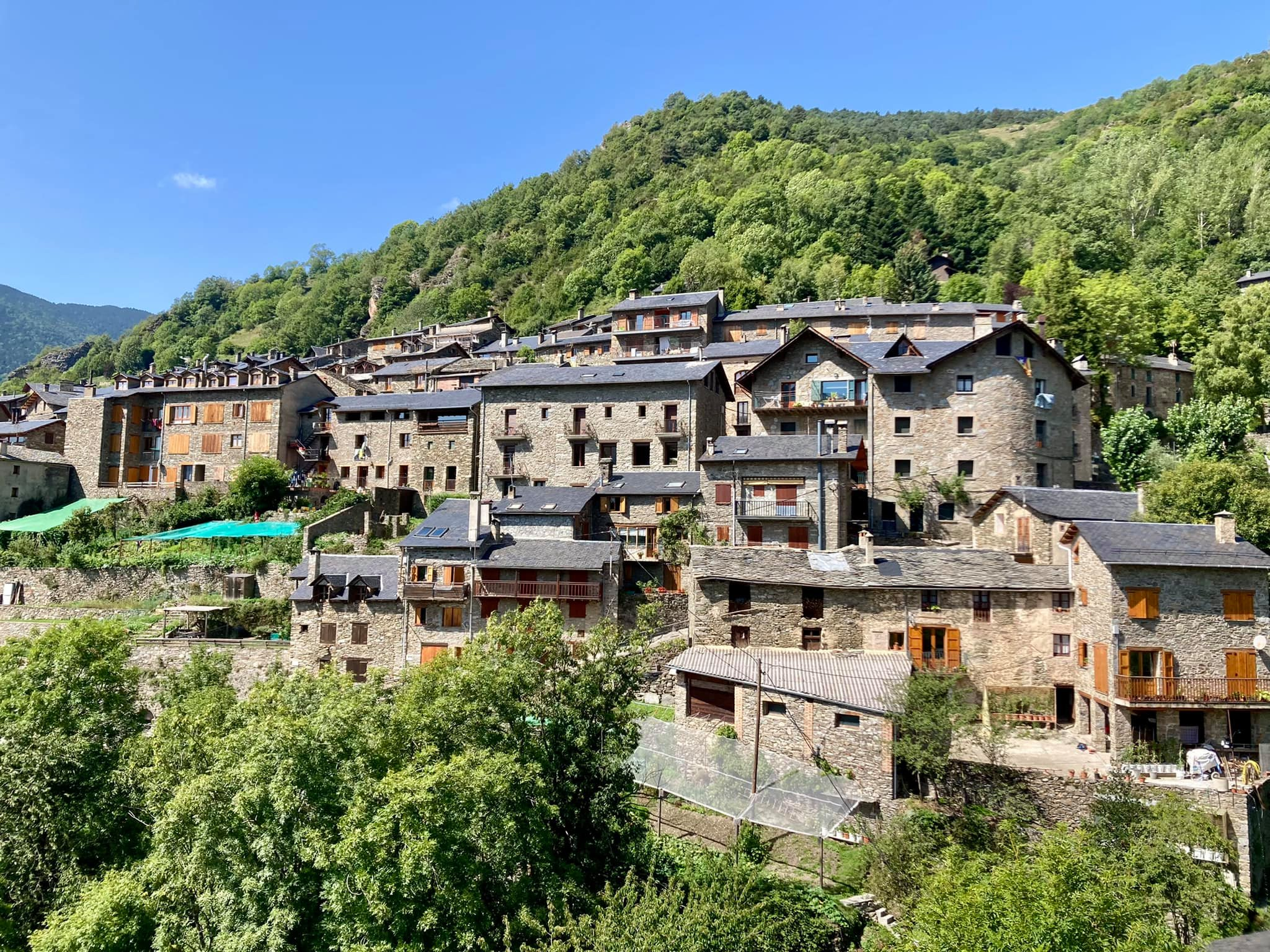
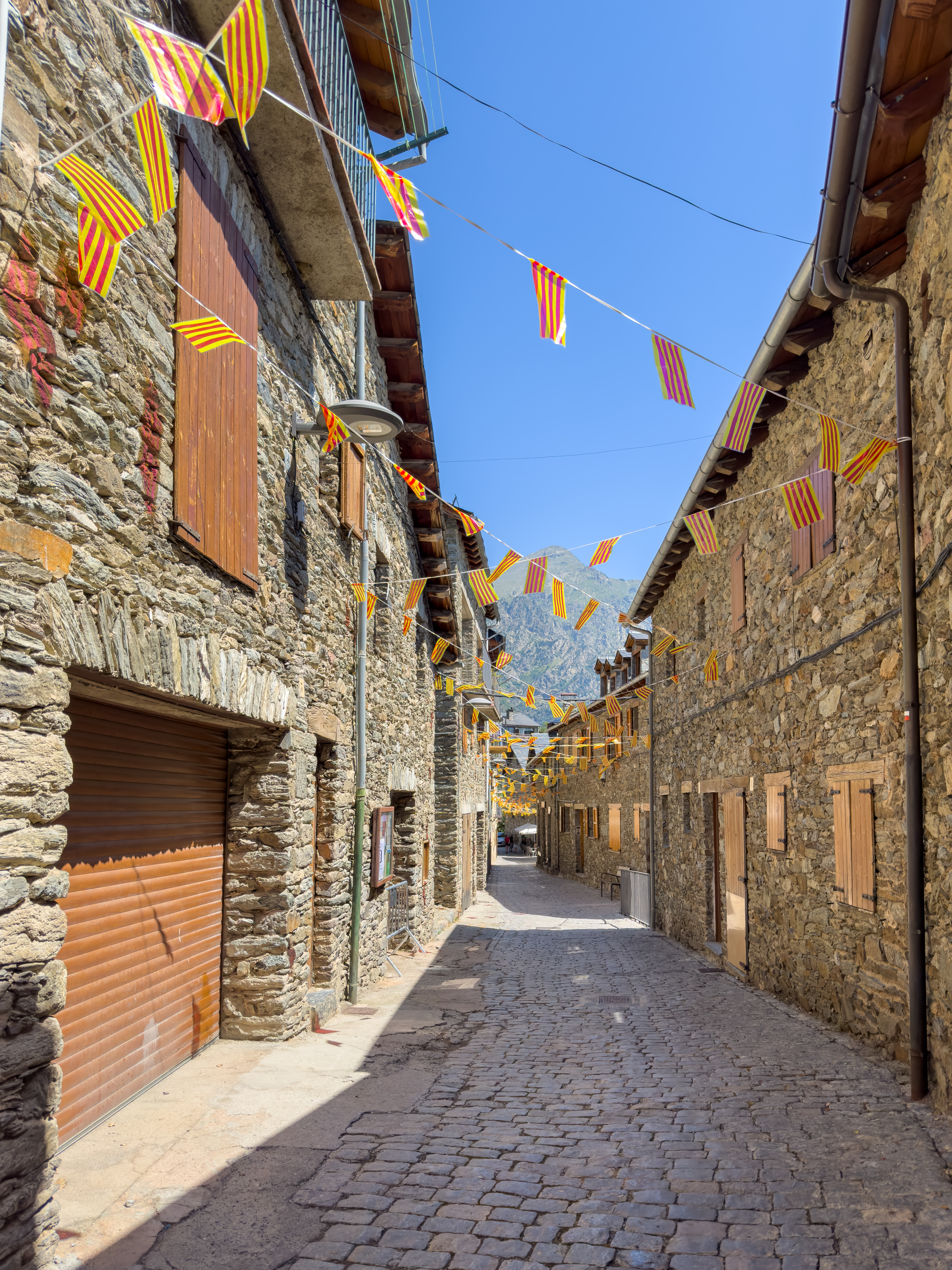
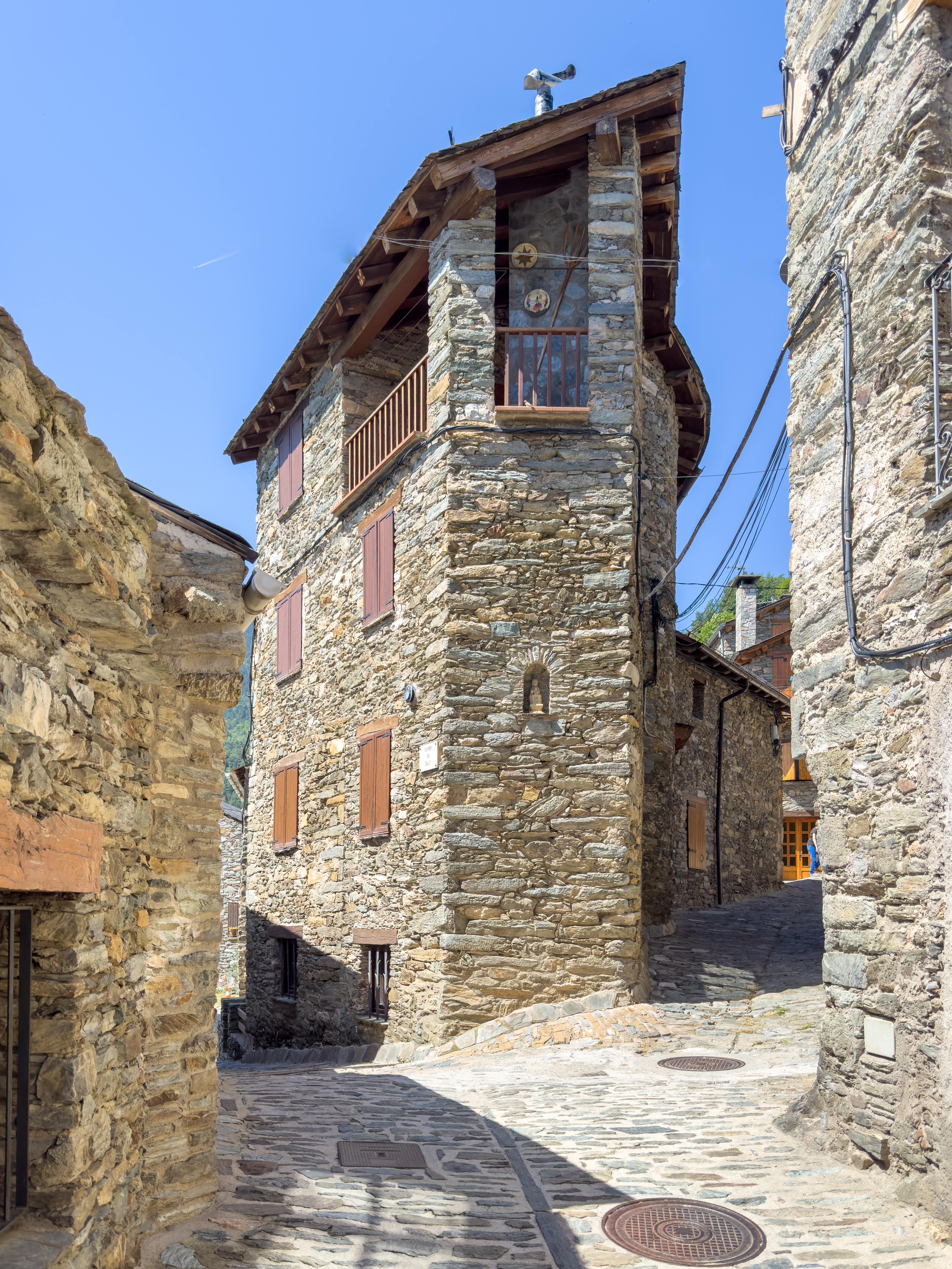
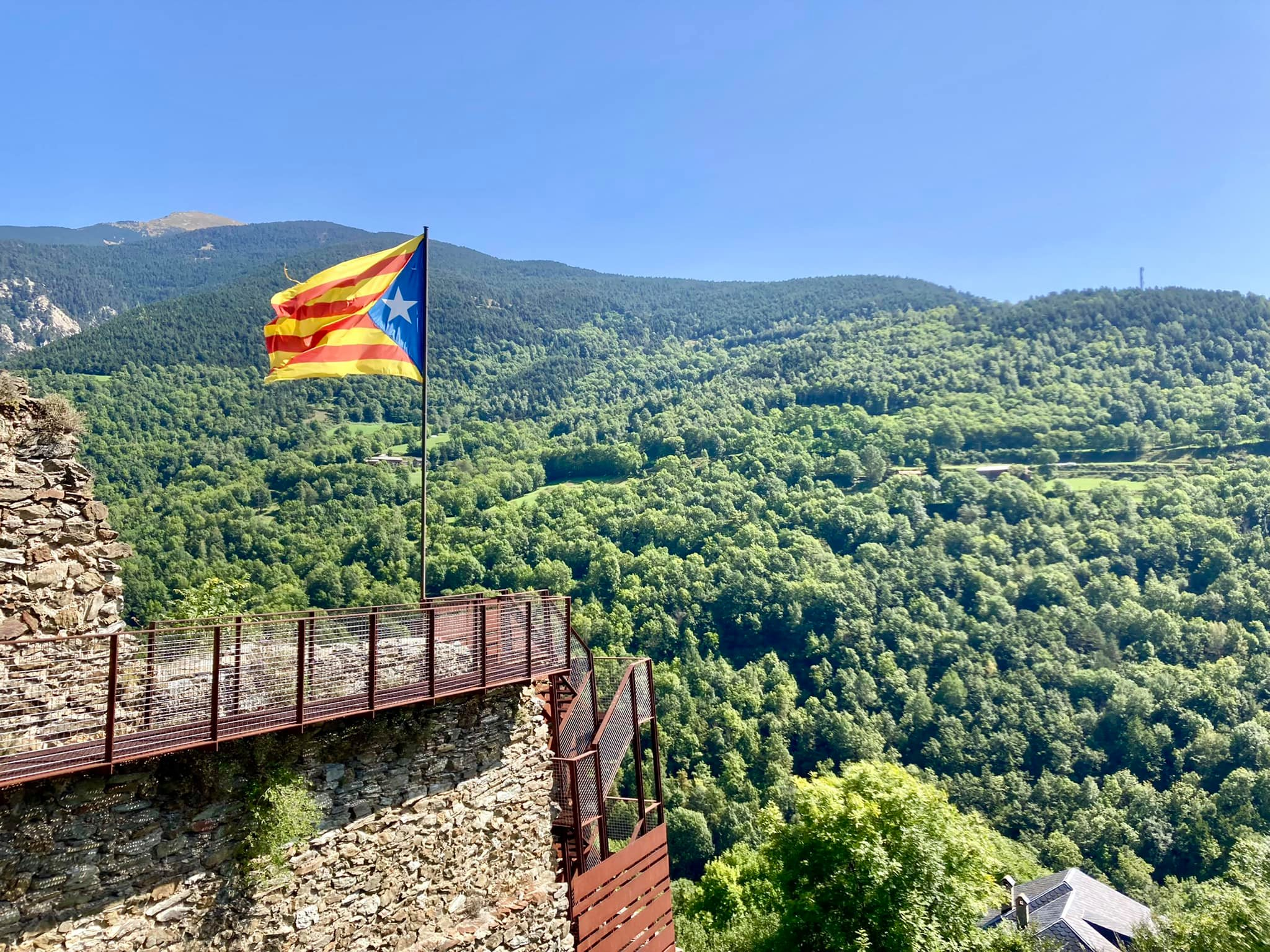